# Moll del Palau

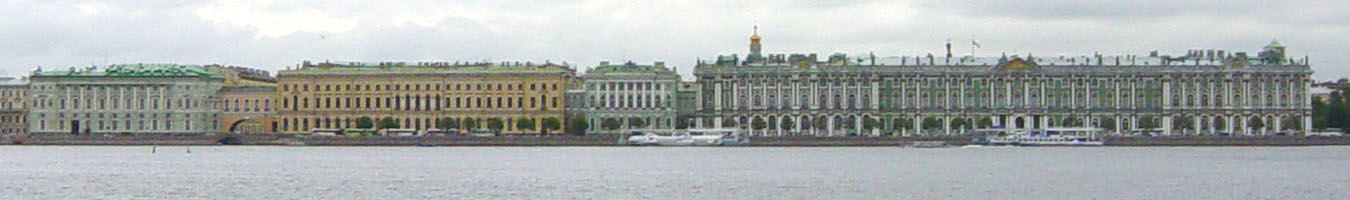
El complex de l'Ermitage amb el Palau d'Hivern a la dreta, vora el Moll del Palau de Sant Petersburg

El Moll del Palau (en rus Дворцовая набережная, Dvortsóvaia Nabèrejnaia) és un carrer que corre paral·lel al riu Nevà, al centre de Sant Petersburg, vora el qual s'aixequen els edificis que formen el complex arquitectònic del Museu de l'Ermitage: el Palau d'Hivern, el Teatre de l'Ermitage, el Palau de Marbre i el Jardí d'Estiu.
El carrer es va projectar entre el 1763 i el 1767, i ben aviat va esdevenir el lloc escollit pels membres de la família imperial russa per situar-hi les seves residències: comença al pont del Palau, on passa a anomenar-se «Moll de l'Almirallat», i s'acaba al riu Fontanka, on pren el nom de «Moll de Kutúzov».
Aquest carrer és molt apreciat perquè ofereix una vista meravellosa sobre el Nevà, la Fortalesa de Sant Pere i Sant Pau i l'illa Vassílievski.
En la seva novel·la Eugeni Oneguin, Puixkin es representa a ell mateix caminant per aquest carrer vora el riu amb el seu heroi, Eugeni Oneguin.